# Tomáš Kukol
Tomáš Kukol (9 agosto 1974) è un ex calciatore ceco, di ruolo centrocampista.

## Palmarès

### Club

#### Competizioni nazionali
- Pohár ČMFS: 1

Teplice: 2002-2003